# Municipalité du district d'Anykščiai
La municipalité du district d'Anykščiai (en lituanien : Anykščių rajono savivaldybė) est une des soixante municipalités de Lituanie.
Le district compte 76 lacs et plus de 250 sites culturels.

## Seniūnijos de la municipalité du district d'Anykščiai
- Andrioniškio seniūnija (Andrioniškis)

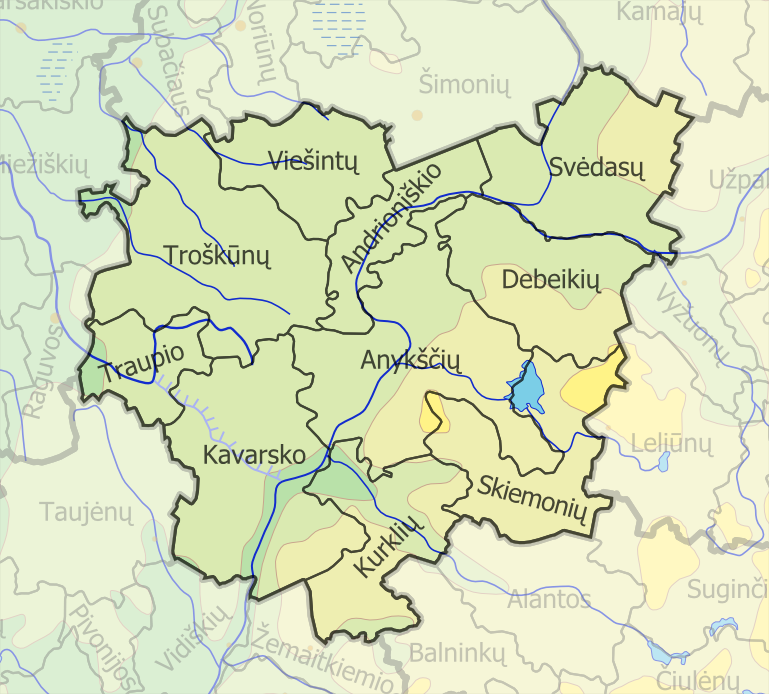
Seniūnijos de la municipalité du district d'Anykščiai.

- Anykščių seniūnija (Anykščiai)
- Debeikių seniūnija (Debeikiai)
- Kavarsko seniūnija (Kavarskas)
- Kurklių seniūnija (Kurkliai)
- Skiemonių seniūnija (Skiemonys)
- Svėdasų seniūnija (Svėdasai)
- Traupio seniūnija (Traupis)
- Troškūnų seniūnija (Troškūnai)
- Viešintų seniūnija (Viešintos)